# Резня в Кидониесе
Резня́ в го́роде Кидониес (греч. Κυδωνίαι, Αϊβαλί, тур. Ayvalık — Айвалык, Малая Азия) — событие, имевшее место в 1821 году, с началом Греческой революции, закончившееся разрушением города.

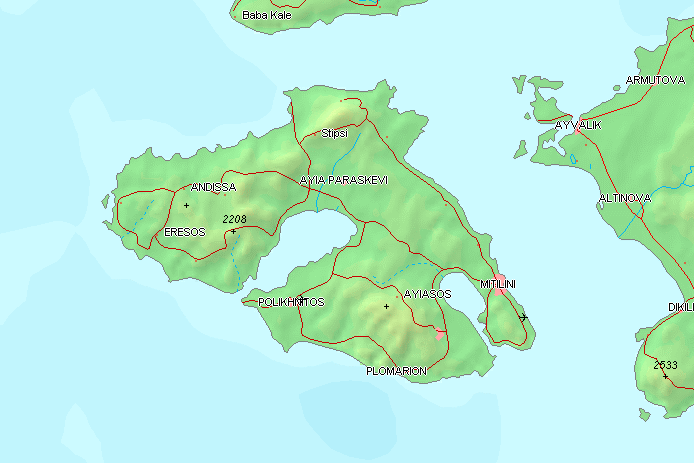
Расположение греческого острова Лесбос и Кидониес.

## Предыстория
Регион города Кидониес был населен греками ещё с глубокой древности, но к османскому периоду обезлюдел. Начал снова заселяться в период 1570—1580 годов жителями соседнего острова Лесбос, которые, избегая пиратских налетов, стали заселять его бухту, спрятанную за островами Мосхонисиа (греч. — Острова благоухания). Имя города и на турецком, и на греческом происходит от дерева айва, сады которой окружали город. Благосостоянию Кидониес способствовали его оливковые рощи и виноградники, оливковое масло и вино, производство соли и мыла.
Расцвет города ведет счет с 1773 года, когда греческому населению была предоставлена автономия. Это было достигнуто усилиями священника Иоаннис Димитракеллис, он же Иоаннис Икономос с помощью драгумана (переводчика в 1770—1786 гг.) османского флота Николаос Маврогенис. Данными привилегиями город признавался исключительно христианским, во главе него стояли 3 греческих старейшины. Турецкую власть представляли всего 3 турка: воевода, судья и таможенник.
В 1780 году усилиями Димитракеллиса был построен храм Богородицы Сирот, на территории которого расположились больница и детский приют. Усилиями Димитракеллиса была построена также греческая школа с библиотекой и книгами древних греческих писателей и византийских теологов.
Первыми учителями школы были дьякон Евгений из Киос (Вурла), Вифиния, Виссарион с острова Сими, Додеканес и Феодосий из Муданья. Несколькими годами позже, за счёт материальной поддержки купца Иконому, школа была переведена в новое здание, получила характер высшего учебного заведения и стала называться Академией. Академия города была одним из самых значительных центров просвещения греческого народа, имела лабораторию физики, музей, гимнастический зал. Вениамин Лесбосский преподавал здесь философию, математику, естественные науки, что было неслыханно для той эпохи и вызвало реакцию церковных кругов и гонение на Вениамина .
В 1811 году Академию возглавил Каирис, Теофилос, который был посвящён в Филики Этерия и после разрушения города в 1821 г. принял участие в Греческой революции.
В Академии учились в основном греки, но были и болгары, и румыны. Её учениками были Фармакидис, Феоклит, Григорий Геннадиос, Самуил Киприот.
В 1819 году К. Тобрас, посланный в Париж, получив опыт в типографии Didot, вернулся в город и организовал там типографию.
К началу Греческой революции 1821 года в городе проживало 30 тыс. человек, все греки, и Кидониес стал вторым по значению экономическим и культурным центром эллинизма на эгейском побережье Малой Азии после Смирны (Измир).

## Резня и разрушение города

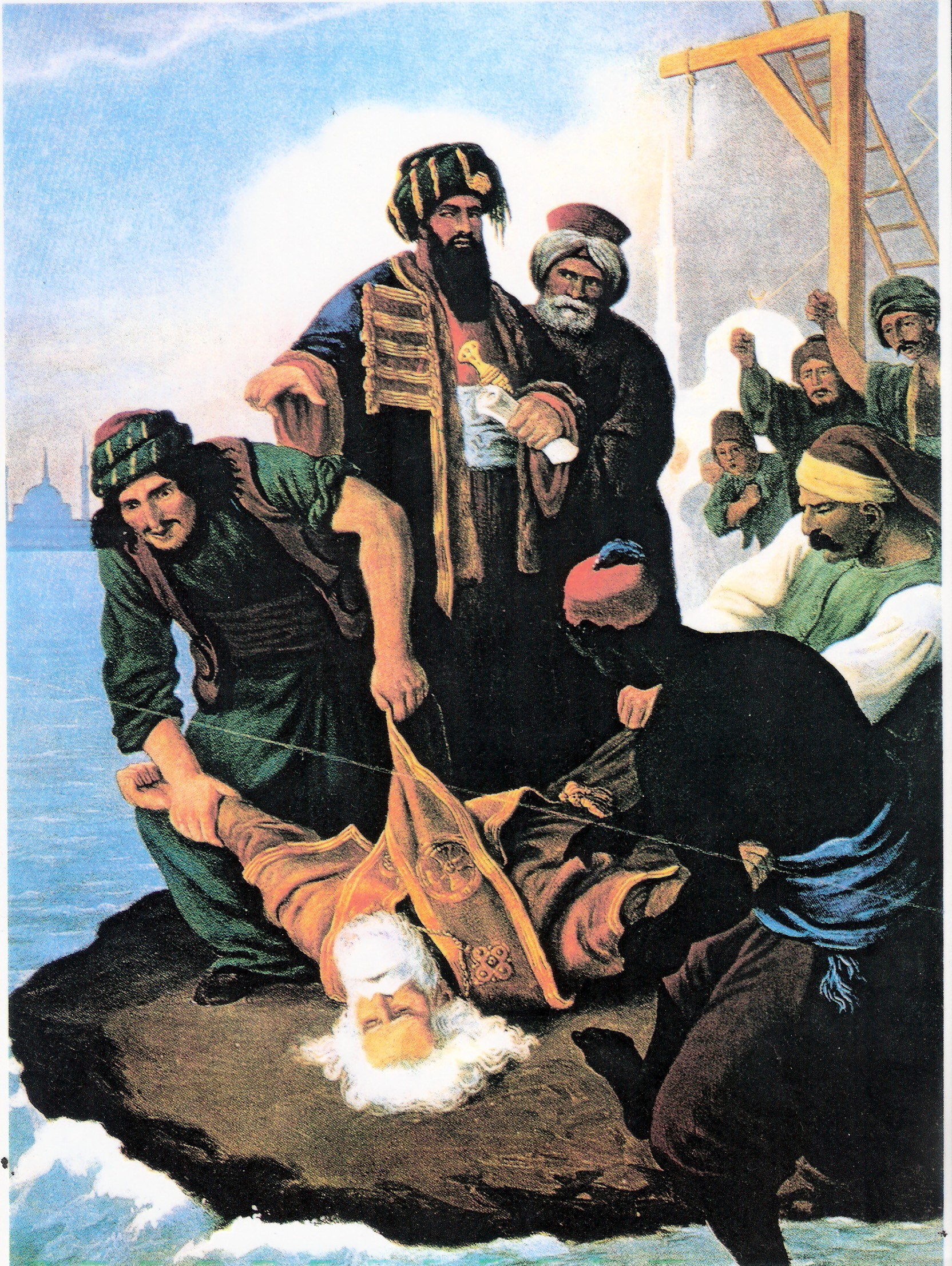
Повешение патриарха Григория V.

Греческая революция 1821 года означала также начало массового террора, погромов и резни со стороны Османской империи против греческого населения как в регионах, принимавших участие в восстании, так и в регионах, далеких от его очагов. Григорий V (Патриарх Константинопольский) предает анафеме греческих революционеров, что не помешало, однако, туркам казнить его.
Кидониес не принимал участие в восстании, но богатый и процветающий греческий город вызывал зависть у окружающего мусульманского населения. Маловероятно, что Кидониес избежал бы резни, но поводом к резне послужила греческая победа на море у соседнего о-ва Лесбос.
27 мая 1821 года флот восставшей Греции зажал в бухте Эрессос, остров Лесбос османский фрегат и, используя брандеры, взорвал его вместе с несколькими сотнями турок на борту (см. Димитриос Папаниколис). Окрыленный успехом, греческий флот атакует османскую эскадру у мыса Баба, но Мола-бей уклоняется от боя. Испуганные турки «на всех парусах уходят под защиту крепостей». Турки скрылись в проливе Дарданеллы. Греческий флот встал у острова Имброс. Видя, что турки не намерены выйти из проливов, греческий флот пошёл к заливу Адрамитион (Эдремит), где христианам островов Мосхонисия и города Кидониес угрожал мусульманский фанатизм, как месть за турецкие поражения. Но по прибытии флота на Мосхонисиа туда же прибыл старейшина Кидониес Хадзиафанасиу и слезно просил греческих капитанов сняться и уйти, чтобы не провоцировать турок, которые собрались вокруг города. Капитаны с пониманием отнеслись к его просьбе. Но, как только флот снялся и турки убедились, что город беззащитен, 2 июня турки начали резню с окраин города..
Люди побежали к морю. Единственный греческий голет, который задержался в гавани, донес новость флоту. Флот вернулся и встал из-за мелководья на рейде. Вениамин, руководивший Академией, и консул России просили капитанов сделать все возможное, чтобы спасти 30 тыс. душ. Ночью с кораблей были спущены шлюпки, и моряки, погрузив маленькие пушки, пошли к городу спасать население. Город горел. Повсюда шла резня. Морякам удалось отогнать турок от гавани и набережной. Вскоре все корабли были забиты беженцами по ватерлинию. На одном только корабле Агамемнон (кап. Цамадос) было погружено 870 душ. Флоту удалось спасти только половину населения. Однако греческий исследователь Г. Саккарис утверждает, что флоту удалось спасти большинство населения. При этом Саккарис пишет, что греческие моряки и жители нанесли туркам серьёзные потери Оставшиеся на берегу были вырезаны или проданы в рабство. Невольничьи рынки Смирны, Балыкесир, Прусы (Бурса) были забиты тысячами молодых рабов. Спрос и предложение привели к тому, что молодая женщина с ребёнком продавались за 15 тур. грош. Весь город: храмы, Академия, библиотека, школы, дома, мануфактуры, — был сожжен и разрушен до основания. Выжившие жители Кидониес были разбросаны по о-вам Псара, Эгина, Скирос, Идра,Спеце. Большинство мужчин в дальнейшем примкнуло к повстанцам и приняло участие в Освободительной войне..

## Эпилог
Город остался в пределах Османской империи. Жители стали возвращаться в разрушенный город с 1827 года, и греки вновь отстроили свой город. В 1842 году население города достигло 18 тыс., и его рост продолжался. Производство оливкового масла и судоходство вернули благосостояние в город, а с ним гимназию, типографию, библиотеку.
С началом Первой мировой войны турки начали гонения на христианское население и его депортацию в глубь Малой Азии. Молодёжь города уходила на Лесбос и начала возвращаться после капитуляции османов, 11 ноября 1918 года.
16 мая 1919 года город был занят греческими войсками, согласно мандату Антанты. Но в последующие годы союзники Греции, решив свои задачи, помогали новой кемалистской Турции (Италия и Франция) или, в лучшем случае, сохраняли нейтралитет (Британия). Эта, уже греко-турецкая, война обернулась для населения города новой трагедией. 29 августа 1922 года турки вошли в город. Часть населения спаслась на Лесбосе, другая погибла в лагерях в глубинке Малой Азии. Жертвой турецкого фанатизма стал и митрополит Григорий Кидонийский, отказавшийся покинуть город. После навязанного Греции кемалистами обмена населением в городе поселились мусульмане с Лесбоса, Македонии и, в основном, с о-ва Крит. Если сегодня в городе ещё слышна греческая речь, то это не коренные греки, а дети и внуки критян, принявших ислам и до обмена не знавших никакого другого языка, кроме греческого.
В 2007 году, впервые с 1922 года, на празднике Богоявления в воды было разрешено Освящение вод с набережной в присутствии нескольких десятков престарелых коренных жителей и их потомков, приехавших из разных городов Греции.